# Yakov Gakkel (ingénieur)
Cet article concerne l'ingénieur russe. Pour l'océanographe russe, voir Yakov Gakkel.
Yakov Modestovitch Gakkel (russe : Яков Модестович Гаккель), né le 12 mai 1874 et mort le 12 décembre 1945, est un scientifique et ingénieur russe qui a apporté une contribution significative au développement d'avions et de locomotives durant l'Union soviétique.

## Biographie
Yakov Modestovitch Gakkel est né le 12 mai 1874 à Irkoutsk, fils d'un ingénieur militaire petit-fils d’un médecin immigré français. Il est diplômé de l'Institut électrique de Saint-Pétersbourg obtenu 1897, puis est exilé comme colon en Sibérie plus précisément aux mines Lenski, près de Bodaïbo), célèbre pour le Massacre de la Léna, à la suite de ses activités révolutionnaires lors de ses années étudiantes.
En Sibérie, il participe à la construction à l'une des premières centrales hydroélectriques de la Russie et y rencontre sa femme, fille du romancier socialiste Gleb Ouspenski. 
En 1903, Gakkel retourne à Saint-Pétersbourg, après la fin de son mandat d'exil, où il commence à enseigner à l'Institut électrique, tout en participant simultanément à la conception et à la construction du tramway électrique de Saint-Pétersbourg notamment avec Guenrykh Graftio (en). En 1909, grâce aux primes d'innovations sur ces tramways reçu de la part de Westinghouse, il commence à développer le premier avion (Gakkel-I). La même année, avec Sergueï Sergueïevitch Chtchétinine, il fonde la première société russe de construction d'avions et premier partenariat aéronautique russe, S.S. Chtchétinine, qu'il quitte l'année suivante à la suite de différences de point de vue

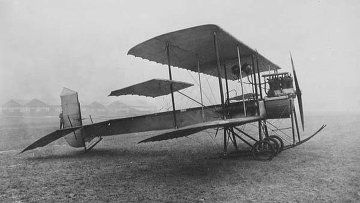
Le Gakkel VII

Jusqu'en 1924, il a conçu une douzaine d'avions, dont dix ont été construits, et cinq ou six ont été en mesure de prendre l'air. Ses avions de conception variée (dont le premier avion amphibie russe) ont participé à des expositions, ont établi des records, mais aucun ne sera monté en série. Cette absence de commandes conduit au fait qu'en 1912, le concepteur fut forcé d'abandonner cette activité, bien qu'il ait été engagé dans le développement d'autres avions qu'il a présenté jusqu'au début des années 1920 eux aussi abandonnés à la suite de la guerre civile en Russie.
À la suite de cet échec, il commence à s'engager dans l'ingénierie thermique ferroviaire, et le 5 août 1924, il présente la Chtch-el 1, une locomotive diesel à transmission électrique, l'une des premières au monde.
Jusqu'à sa mort il concevra de nombreuses inventions ferroviaires

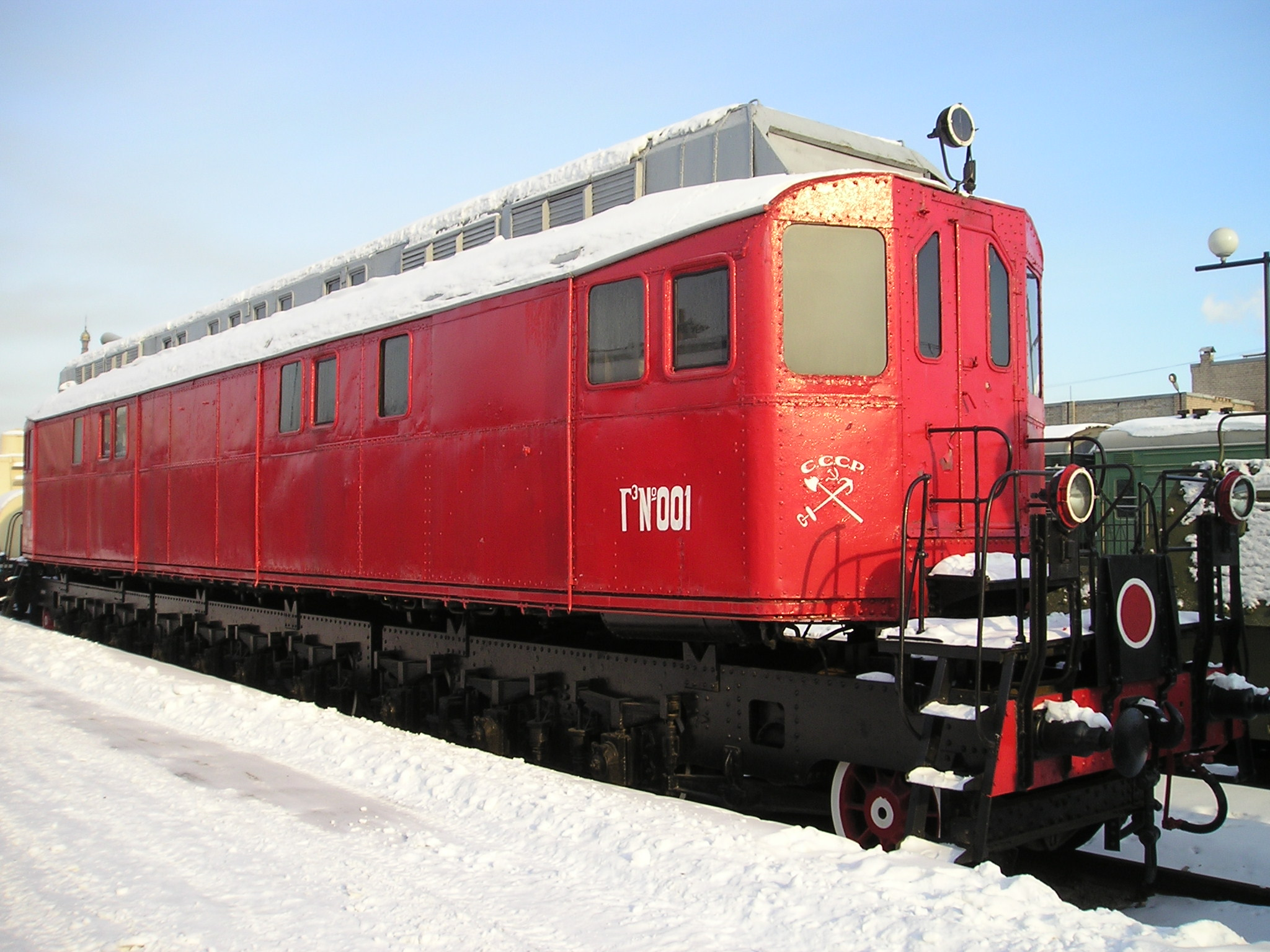
Locomotive Chtch-el 1

De 1936 à sa mort il enseigne à l'Institut des ingénieurs ferroviaires de Leningrad.
Il est l'auteur de nombreux ouvrages scientifiques et de 31 brevets d'inventions.
Yakov Modestovitch Gakkel décède le 12 décembre 1945 ayant refusé de quitter Leningrad assiégée lors de la Seconde Guerre mondiale durant l'épisode du front de l'est. 